# ناتسومی ایکگایا
ناتسومی ایکگایا (انگلیسی: Natsumi Ikegaya؛ زادهٔ ۱۴ ژوئن ۱۹۹۰) بازیکن فوتبال اهل ژاپن است.